# مهره‌های گردنی
مهره‌های گردنی به مجموعه‌ای از مهره‌های گردن گفته می‌شود که بیرون از جمجمه قرار دارد. غیر از پستانداران مهرهای گردنی، مانند مهره‌های سینه‌ای دارای دنده می‌باشند.
اندازهٔ این مهره‌ها معمولاً از دیگر مهره‌ها کوچکتر است و دارای سوراخ در زوائد عرضی خود می‌باشند. در مهره‌های دیگر این سوراخ‌ها در زوائد عرضی موجود نمی‌باشد و این امر این مهره‌ها را از سایر مهره‌ها متمایز می‌سازد.

## نگارخانه

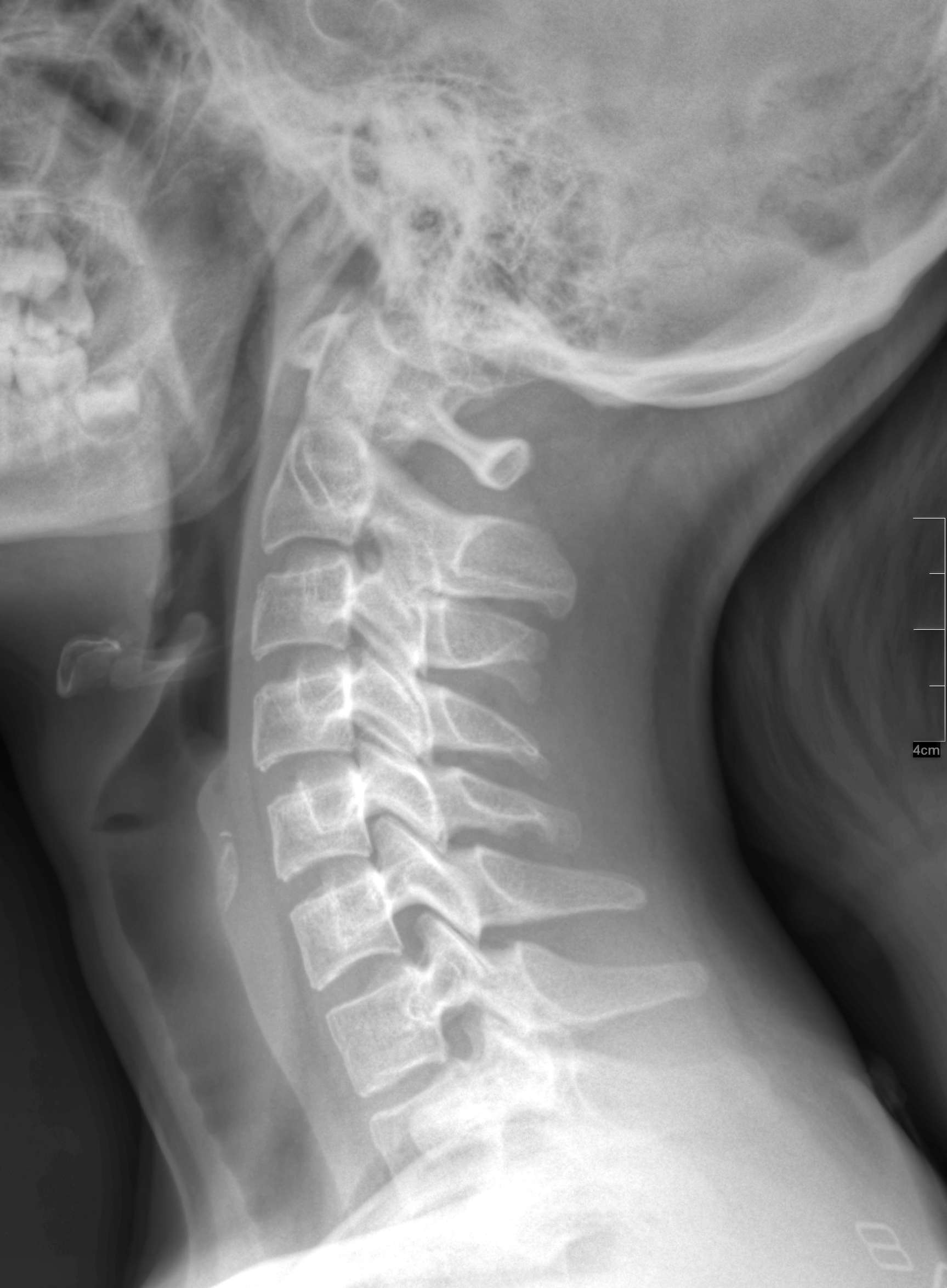
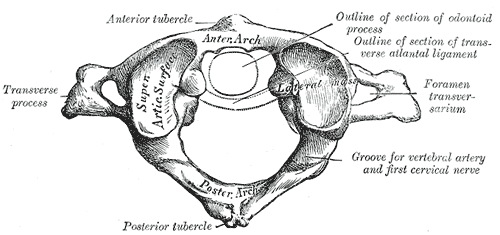
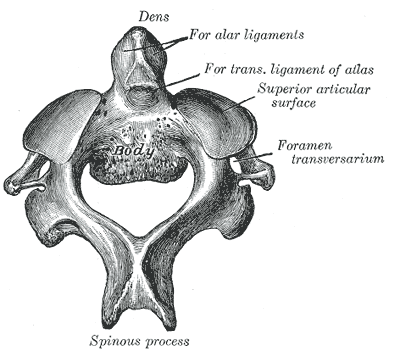
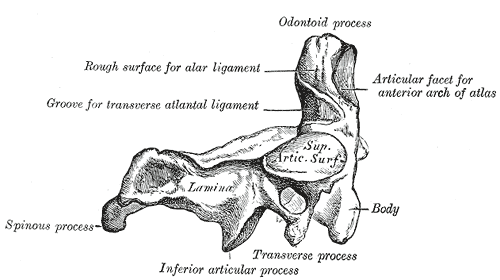
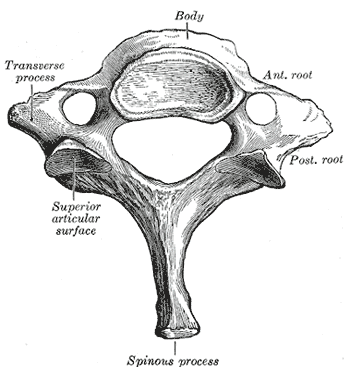
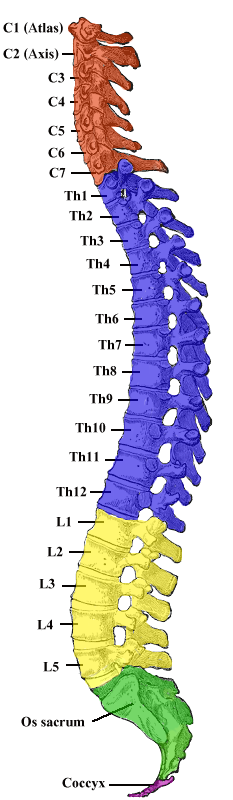
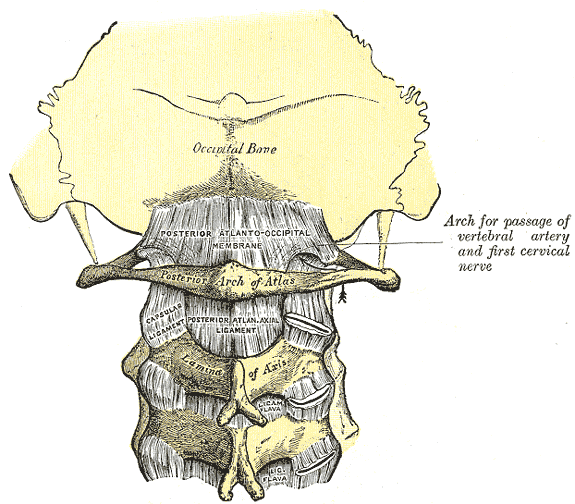
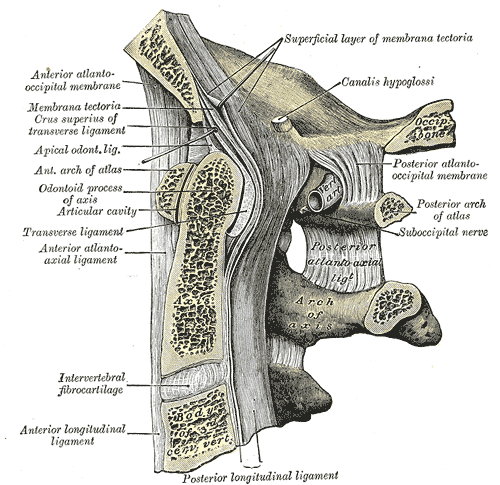
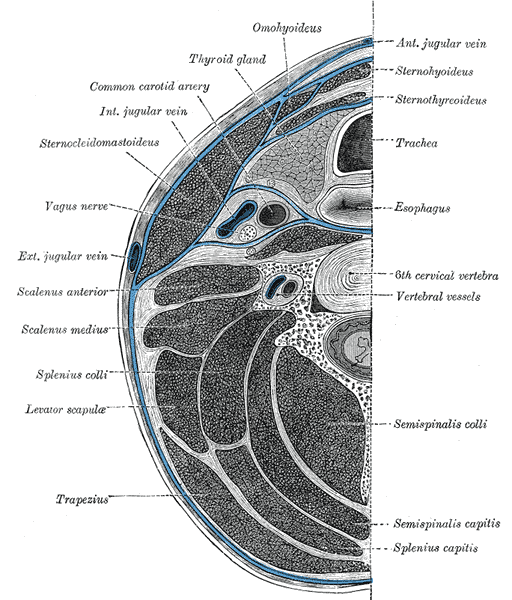